# Козма, Миклош
Витез Миклош Козма де Левельд (венг. Vitéz Leveldi Kozma Miklós; 5 сентября 1884, Орадя — 8 декабря 1941, Ужгород) — венгерский военный и фашистский политик, министр обороны и внутренних дел в кабинетах Дьюлы Гёмбёша и Кальмана Дараньи. Один из основателей Венгерской ассоциации национальной обороны, участник гражданской войны против Советской республики. Видный идеолог «сегедизма», руководитель хортистского пропагандистского аппарата. Крайний националист, расист, антисемит. Сторонник реваншистской экспансии. В первые годы Второй мировой войны — организатор насильственной «мадьяризации» Карпатской Украины, участник акций Холокоста.

## Кавалерийский офицер
Родился в семье генерала Ференца Козмы, известного поэта, писавшего под псевдонимом Николас Бард (поэтом был и его дядя, политик-антисемит Шандор Козма). Дед Миклоша Козмы был лично знаком с Шандором Петёфи.
Миклош Козма окончил Военную академию «Людовика», в 1904 получил звание лейтенанта в гусарском полку. Учился также на юридическом факультете Католического университета Петера Пазманя.
В Первой мировой войне воевал на Восточном и Итальянском фронтах. Дослужился до капитана австро-венгерской кавалерии. Был награждён медалью воинских заслуг Signum Laudis.

## Хортистский политик

### В гражданской войне
После Революции астр Миклош Козма поступил на службу в военное министерство Венгрии. Являлся одним из создателей Венгерской ассоциации национальной обороны (MOVE). Поддерживал революцию, но был уволен с госслужбы из-за критического отношения к правительству графа Каройи. Перебрался в Сегед, где присоединился к войскам Миклоша Хорти. Возглавлял хортистскую службу пропаганды, активно участвовал в венгерской гражданской войне 1919 года. Являлся одним из ближайших соратников лидера венгерских ультраправых Дьюлы Гёмбёша.
После свержения Советской республики Козма был назначен начальником военной разведки. Являлся доверенным лицом Хорти и Гёмбёша, выступал посредником в конфликтах между ними. Именно через Козму передал Хорти жёсткое требование Гёмбёшу воздержаться от «беспорядков справа», в противном случае угрожая расстрелом. В 1921 он сыграл важную роль в организации отпора попытке возвращения на венгерский престол Карла Габсбурга. С 1934 — член палаты пэров (Főrendiház) венгерского парламента.

### Международные проекты
Миклош Козма, наряду с Дьюлой Гёмбёшем и Палом Пронаи, поддерживал тесную связь с германским движением фрайкоров. После провала Капповского путча из Германии в Венгрию перебрались многие немецкие офицеры-антикоммунисты. Козма принимал участие в проекте центральноевропейского антикоммунистического союза немецких, австрийских и венгерских военизированных организаций. Планировалось оказание помощи Хеймверу для свержения социал-демократического правительства Австрии; совместное с германскими фрейкорами вторжение в Чехословакию (немецкие участники рассчитывали на захват Судет, венгерские — Карпатской Украины).
В этих планах Козма исходил из принципа территориальной экспансии Венгрии и ревизии Трианонского договора. Реализовать их не удалось, но Козма укрепил свои позиции в оперативных службах и вооружённых отрядах MOVE, наладил тесную координацию с германскими и австрийскими единомышленниками.
В политических взглядах Козмы доминировали крайний национализм, доходивший до расизма, реваншизм и антисемитизм. Главной задачей он считал аннулирование Трианонского договора, возврат утраченных территорий и жёсткую мадьяризацию (по типу нацистской «ариизации»).

## Медиамагнат и министр
7 августа 1920 Миклош Козма по предложению Хорти возглавил Венгерское телеграфное агентство (MTI). В течение нескольких лет Козма создал разветвлённую и технически оснащённую сеть корреспондентских пунктов, радиоточек и кинотеатров, замкнутых на соответствующие государственные управления. MTI постепенно взяла под контроль всю венгерскую прессу, поставив её на службу хортистской государственной идеологии — с выраженным уклоном в «сегедизм». Козма считается эффективным информационным менеджером, модернизатором венгерского радиовещания.
4 марта 1935 Козма занял пост министра внутренних дел в правительстве Дьюлы Гёмбёша. Пронацистские симпатии премьера совпадали с расизмом и антисемитизмом министра. Кроме того, и Гёмбёш, и Козма ставили в приоритет ревизию Трианонского договора. В 1936 Козма некоторое время являлся также министром обороны. В своём программном выступлении Козма солидаризировался с фашистской Италией, поддержав эфиопскую войну режима Муссолини, высказался за более жёсткий административный контроль над избирательным процессом и пообещал усилить борьбу с бедностью — «там, где она действительно существует».
Гёмбёш внезапно скончался 6 октября 1936. Правительство возглавил Кальман Дараньи, с которым у Козмы не сложилось столь же тесное сотрудничество. 29 января 1937 он ушёл в отставку. Определённую роль в этом сыграл лидер Партии мелких сельских хозяев Тибор Экхардт (ранее соратник Козмы по MOVE), настаивавший на несовместимости статусов министра и медиамагната.

## Парамилитарный организатор
В 1938 Миклош Козма организовал венгерский добровольческий корпус для вторжения в Карпатскую Украину. Костяк отряда составили бойцы ультраправого парамилитарного формирования Гвардия оборванцев. Однако план был сорван действиями чехословацкой армии.
Во время Зимней войны Козма организовал отправку нескольких сотен венгерских добровольцев на помощь Финляндии против СССР.
В декабре 1939, после начала Второй мировой войны и оккупации Чехословакии, Козма был назначен комиссаром Карпатской Украины. Проводил жёсткую антиукраинскую и антисемитскую политику насильственной мадьяризации; в то же время поддерживал различные организации и издания «карпатских русинов» в качестве этноса, отдельного от украинского (в этом плане его политика была сходной с венгерской политикой в словакоязычных районах, где власти пропагандировали диалект и идентичность, отличные от Словакии).

## Военный преступник
27 июня 1941 Венгрия на стороне Третьего рейха вступила в войну против СССР. Козма принял участие в оккупационной политике на Западе Украины. При его участии к концу августа 1941 из Ясини были депортированы около 18 тысяч евреев, многие из которых вскоре убиты нацистами.
Миклош Козма скоропостижно умер 8 декабря 1941 года. Похороны проходили по государственному церемониалу, с участием премьер-министра Ласло Бардоши.
В современной Венгрии отношение к фигуре Миклоша Козмы в принципе негативно. Главная причина — его роль на первом этапе Второй мировой войны, фактическое участие в Холокосте. Однако крайне правые круги (например, радикалы партии Йоббик) высоко оценивают его деятельность и фактически унаследовали планы внешней экспансии, особенно в Закарпатье. Периодически ставится вопрос о восстановлении разрушенного в 1945 памятника Миклошу Козме в Музее радио.